# جوفغاري
جوفغاري هي بلدة في مقاطعة غيجدفان في ولاية بخارى في أوزبكستان.